# Na'omi Chazan
Na'omi Chazan (hebrejsky: נעמי חזן) je izraelská politoložka, politička a bývalá poslankyně Knesetu za stranu Merec.

## Biografie
Narodila se 18. listopadu 1946 v Jeruzalému. Bakalářský a magisterský titul získala na Columbia University. Doktorát obdržela na Hebrejské univerzitě. Pracovala pak jako profesorka politologie. Hovoří hebrejsky, anglicky, francouzsky a svahilsky. Její matka, Zina Harman, byla rovněž poslankyní Knesetu. Otec, Avraham Harman, byl izraelským diplomatem.

## Politická dráha
Působila jako ředitelka Truman Research Institute for the Advancement of Peace při Hebrejské univerzitě. Byla členkou izraelské delegace na konference OSN o ženských otázkách v Nairobi a Pekingu. Je jednou ze zakladatelek organizace Israel Women’s Network. Angažovala se v mezinárodní asociaci politologie. Publikovala 56 odborných článků se zaměřením na politické systémy Afriky.
V izraelském parlamentu zasedla po volbách v roce 1992, v nichž kandidovala za stranu Merec. Do činnosti Knesetu se zapojila jako členka výboru pro status žen, výboru pro ekonomické záležitosti a výboru pro zahraniční záležitosti a obranu. Předsedala podvýboru pro práva spotřebitelů a podvýboru pro zákony o osobním statutu. Mandát obhájila ve volbách v roce 1996. Po nich byla místopředsedkyní Knesetu, členkou výboru pro status žen, výboru pro vzdělávání a kulturu, výboru pro drogové závislosti (tomu i předsedala), výboru práce a sociálních věcí a výboru pro imigraci a absorpci. Opětovně byla zvolena ve volbách v roce 1999. Usedla opět na post místopředsedkyně Knesetu. Byla členkou výboru pro drogové závislosti, výboru pro zahraniční záležitosti a obranu, výboru pro ekonomické záležitosti, výboru House Committee a petičního výboru. Předsedala podvýboru pro komisaře pro budoucí generace a podvýboru pro personál izraelské armády.
Ve volbách v roce 2003 mandát neobhájila.